# Colias nebulosa
Colias nebulosa is een vlindersoort uit de familie van de Pieridae (witjes), onderfamilie Coliadinae.
Colias nebulosa werd in 1894 beschreven door Oberthür.